# Micțiune
Micțiunea (urinare) reprezintă actul de eliminare a urinei ca rezultat al umplerii vezicii urinare, exercitând o presiune asupra terminațiilor nervoase din peretele vezical. Aceste excitații produc contracția mușchilor vezicali și, simultan, relaxarea sfincterului vezical, provocând eliminarea urinei. 

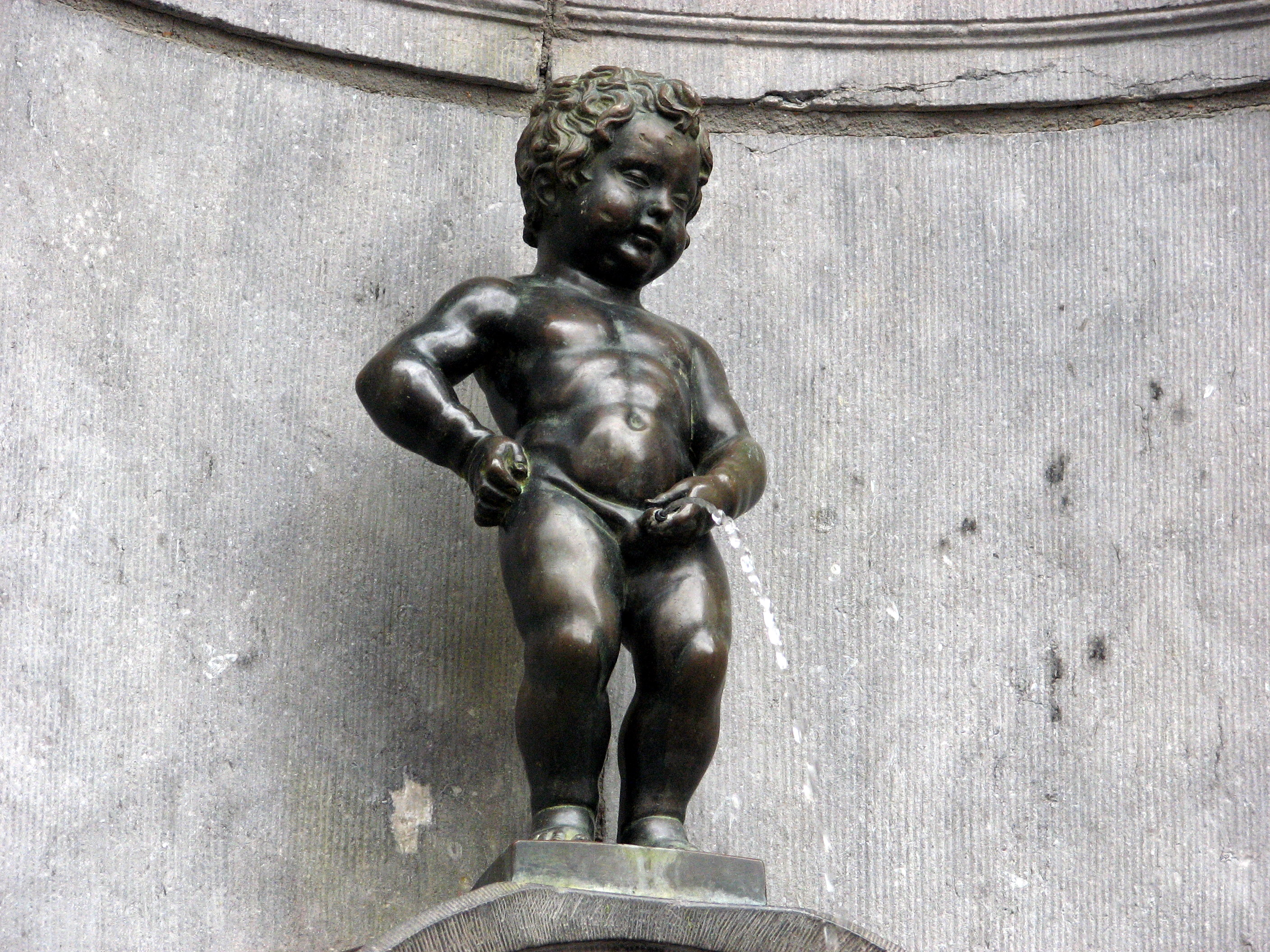
Monumentul Manneken Pis din Bruxelles, Belgia

Micțiunea este un act reflex, condus pe căile aferente ale nervilor pelvieni parasimpatici până la centru nervos care se găsește în măduva sacrală și de aici, pe calea eferentă a fibrelor parasimpatice din cadrul acelorași nervi, înapoi la vezică. Procesul micțiunii se află sub controlul centrilor care se găsesc în diferite segmente ale encefalului și în cortexul cerebral. Reflexul de micțiune odată inițiat se autoamplifică.

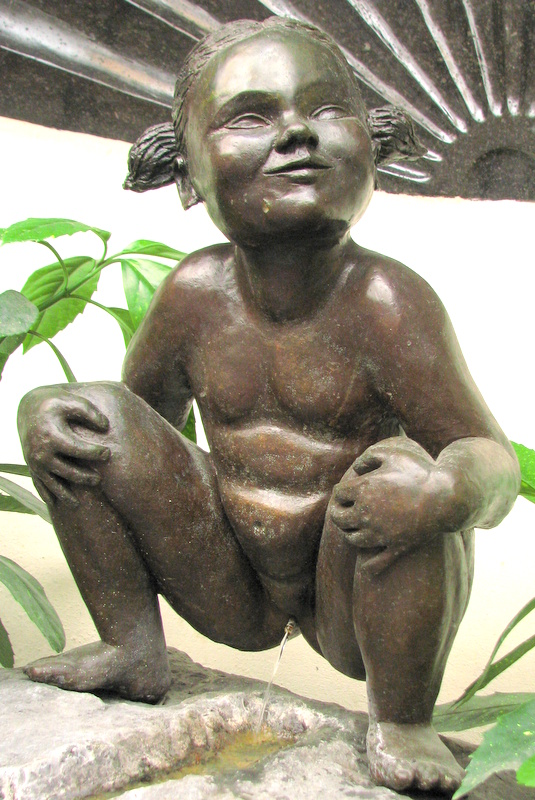
Statueta Jeanneke Pis, Bruxelles

Dacă reflexul de micțiune inițiat nu reușește să golească vezica urinară, elementele nervoase ale acestui reflex rămân inhibate timp de câteva minute sau uneori o oră sau chiar mai mult înainte ca un alt reflex să fie inițiat. Pe măsură ce vezica se umple cu urină, reflexele de micțiune se produc din ce în ce mai des și sunt din ce în ce mai intense, până ce apare un alt reflex care este transmis pe calea nervilor rușinoși până la sfincterul vezical extern pentru a-l inhiba. Dacă această inhibiție este mai puternică decât comanda voluntară constrictoare venită de la scoarța cerebrală, se va declanșa micțiunea. Însă dacă inhibiția este mai slabă, micțiunea nu se va produce până când umplerea vezicii urinare este suficientă pentru a declanșa un reflex mai puternic.
Reflexul de micțiune este controlat în întregime de centrului medular al micțiunii, dar poate fi stimulat sau inhibat de de cortexul cerebral, astfel actul micțiunii poate fi condus voluntar (oprind sau declanșând micțiunea), chiar dacă vezica nu este plină. În excreția voluntară, un rol important îl are și contracția mușchilor abdominali (presa abdominală).
La copiii mici, micțiunea este un act exclusiv reglat de reflexul medular. După vârsta de 1 an și jumătate, centrul medular al micțiunii intră sub control cerebral.